# Schwimmsport

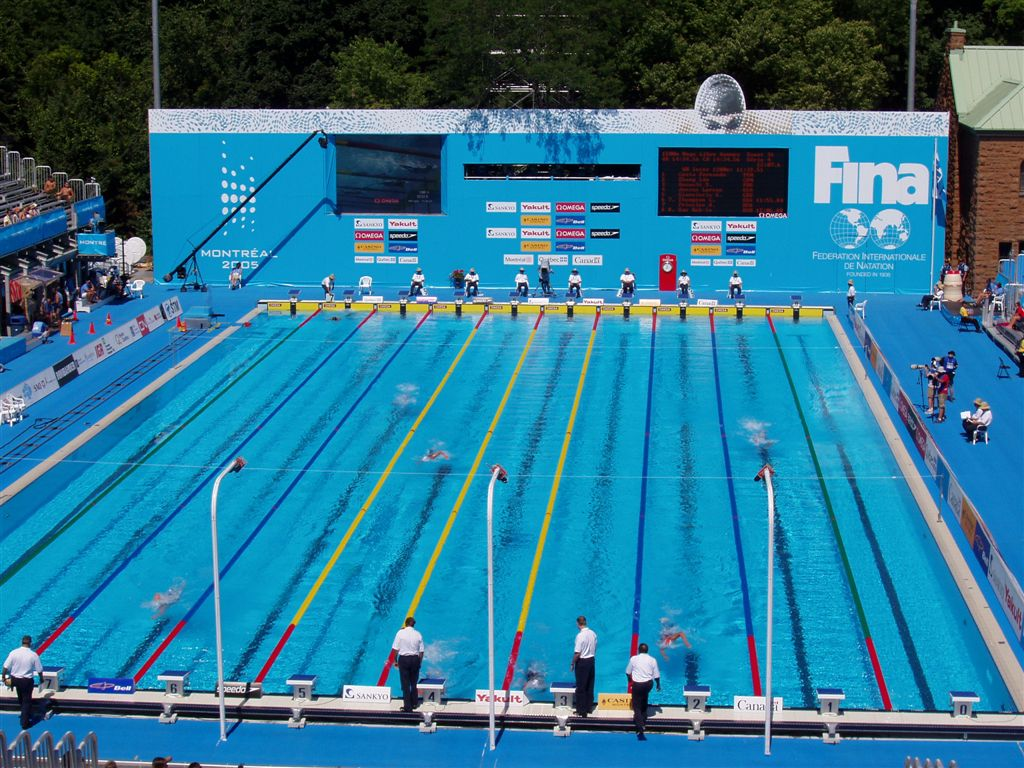
Schwimmweltmeisterschaften 2005

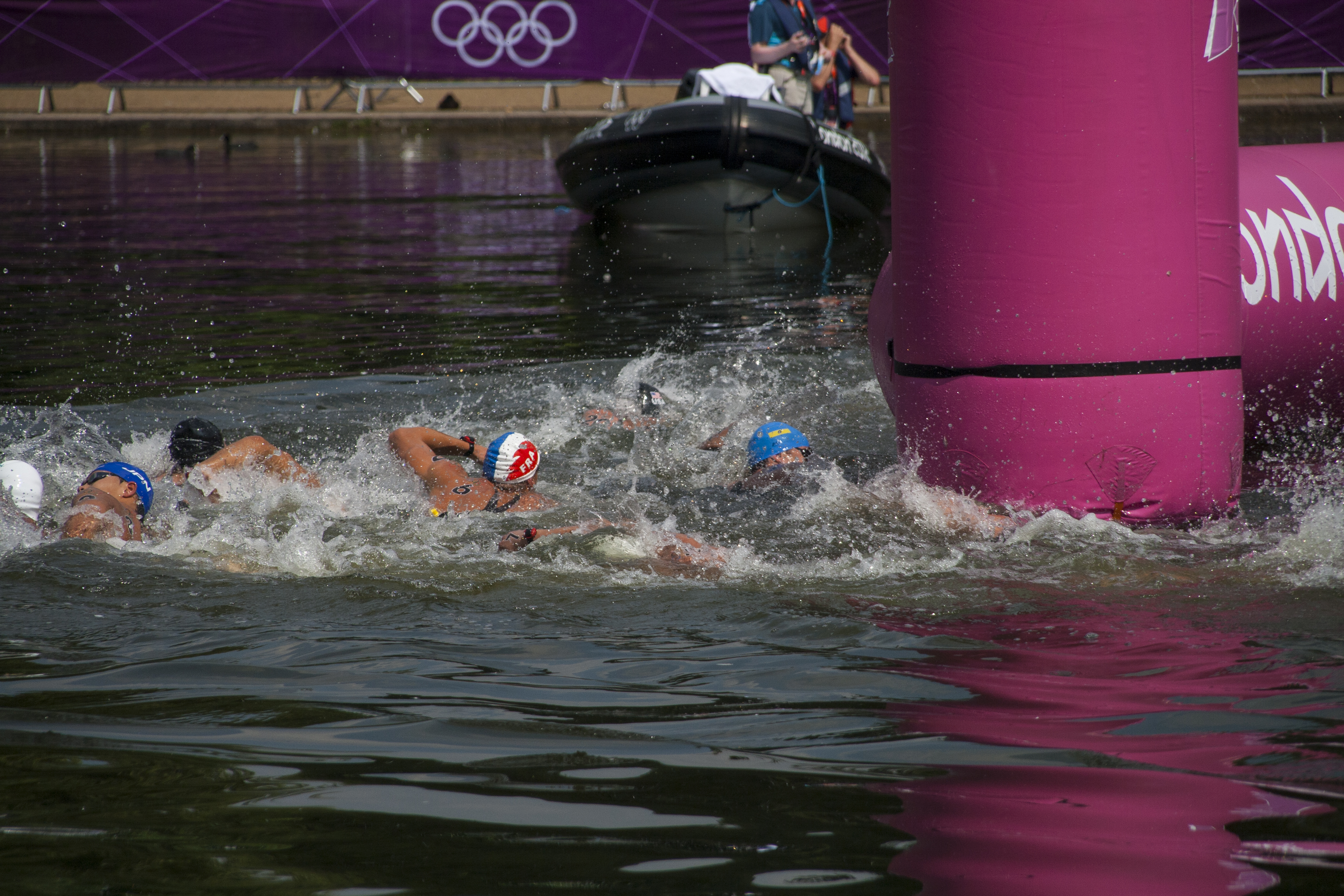
Kehrmarke beim Langstrecken-Schwimmwettkampf über 10 Kilometer; Olympische Spiele 2012 in London

Schwimmsport ist die Ausübung des Schwimmens als sportliche Disziplin. In seiner Grundform wird Schwimmsport als Wettkampf mehrerer Teilnehmer um die Bewältigung einer vorgegebenen Schwimmstrecke in kürzestmöglicher Zeit ausgetragen. Schwimmsport kann aber auch ohne Zeitdruck zur Verbesserung der eigenen Schwimmtechnik oder als Freizeitbetätigung und zur Gesundheitsförderung betrieben werden.

## Geschichte des Schwimmsports

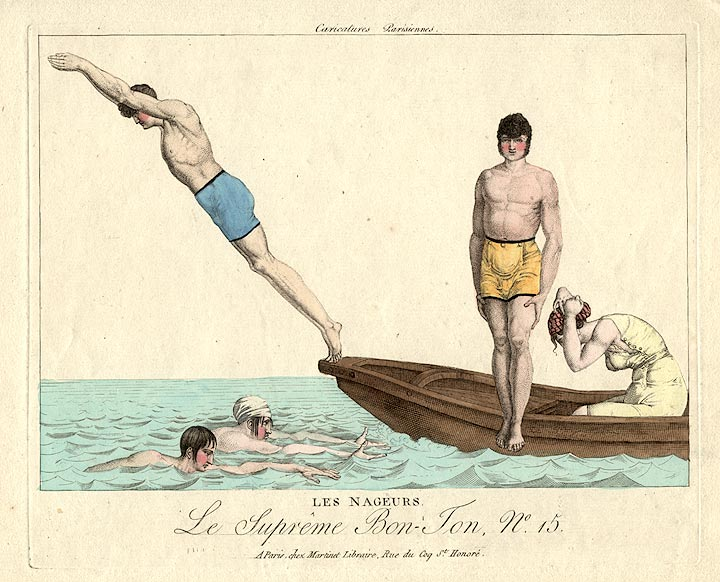
Schwimmer um 1815

Zahlreiche Forscher haben sich in der Vergangenheit mit der Frage nach der Entwicklung der modernen Schwimmtechniken auseinandergesetzt. Bereits 1587 wurde von Everard Digby das Buch De arte natandi verfasst, 1696 erschien in Paris L’Art de nager („Die Kunst des Schwimmens“) von Melchisédech Thévenot. Aufgrund dieses Buches wurde in Frankreich (und Europa) lange Zeit die Technik des Brustschwimmens bevorzugt.
1798 brachte Johann Christoph Friedrich GutsMuths sein Schwimmkunst-Buch heraus, das als wegweisend für die späteren Versuche der Hallenser Halloren (Salzwirker) angesehen werden kann, das Schwimmenlernen zu methodisieren. Da die Halloren festgestellt hatten, dass man in der stark salzhaltigen Sole leichter schwimmen kann, war der Weg zur technisch umsetzbaren Motorik der im Schwimmbuch sehr schematisch beschriebenen Bewegungen geebnet. Die gliederpuppenhaften Bewegungen, die GutsMuths darstellte, waren ihrer Ausprägung nach jedoch kaum geeignet, eine brauchbare Schwimmtechnik zu entwickeln.
Das moderne Wettkampfschwimmen entwickelte sich um 1837 in den Hallenbädern Londons. Geschwommen wurde entweder als Brust- oder als Seitenschwimmen. Im Jahr 1895 schwamm der Engländer Joseph Henry Thayer in Seitentechnik die 100 Yards in 1:02,50 Minuten (entspricht 5,26 km/h). Bis in die 1950er Jahre war das Brustschwimmen, das meistens als erste Technik erlernt wird, die einzige Schwimmart, für die genaue Regeln festgelegt waren.
Sir John Arthur Trudgen entwickelte 1873 in England das Hand-über-Hand-Schwimmen, das daraufhin „trudgen“ genannt wurde. Die Arme wurden aus dem Wasser nach vorne geführt, ähnlich wie beim Seitenschwimmen, nur wechselte man stets von einer auf die andere Seite und führte zusätzliche Scherenbeinschläge aus. Der australische Schwimmer Frederick Lane „trudgte“ im Jahr 1901 die 100 Yards in 1:00,0 Minuten.
Statt des unharmonischen „Trudgens“ wandte der Australier Richard Cavill die flüssigere Technik der indigenen Bevölkerung der Salomonen an. Diese kombinierten den Kraulbeinschlag mit dem beidseitig abwechselnden Überwasserarmzug. Cavill erreichte mit dieser „Australischer Crawl“ genannten Technik 1902 über 100 Yards eine Weltrekord-Zeit von 58,4 Sekunden.
1934 fand David Armbruster, Trainer an der University of Iowa, heraus, dass beide Arme beim Brustschwimmen auch über Wasser nach vorne zurückgeführt werden konnten. Dieses „Schmettern“ erhöhte die Schwimmgeschwindigkeit, kostete aber mehr Trainingsaufwand und Kondition. 1935 schwamm Jack Sieg, ebenfalls von der University of Iowa, auf der Seite, mit den Beinen wie mit einem Fischschwanz schlagend. Er konnte das schließlich auch auf dem Bauch. Armbruster und Sieg kombinierten das Schmettern der Arme und den Beinschlag und schufen damit die anfangs „Butterfly“ (Schmetterling) genannte Schwimmtechnik. Mit zwei Beinschlägen bei jedem Armzug schwamm Sieg damals die 100 Yards in 1:00,2 min. Anderen Angaben zufolge war es 1935 ein Amerikaner namens Brydenthal, der diese Technik erstmals schwamm. Das zunächst als regelwidrig betrachtete „Schmetterlings-Brustschwimmen“ wurde erst im Jahre 1953 als eigene Wettkampfschwimmart legalisiert.

## Schwimmwettkämpfe
Schwimmen gehört seit den ersten Olympischen Spielen der Neuzeit (1896 in Athen) zum olympischen Programm. Bei den zweiten Olympischen Spielen 1900 in Paris wurden ein Hindernisschwimmen, ein Unterwasserausdauerschwimmen und ein 4000-Meter-Schwimmen veranstaltet. Bis auf das letztere (Langstreckenschwimmen) wurden diese Wettkampfformen später nicht mehr durchgeführt. Bei den Olympischen Spielen 1912 durften erstmals Frauen an den Wettkämpfen teilnehmen. Seit 1973 finden offizielle Schwimmweltmeisterschaften statt. Gemeinhin werden Schwimmwettkämpfe nach dem Regelwerk des internationalen Schwimmverbands Fédération Internationale de Natation (FINA) ausgetragen. Dabei können nationale Schwimmverbände basierend auf den Regeln der FINA auch eigene Regelwerke für Veranstaltungen in ihrem Zuständigkeitsbereich vorgeben, in Deutschland beispielsweise die Wettkampfbestimmungen (WB) des Deutschen Schwimm-Verbandes.

### Austragungsort

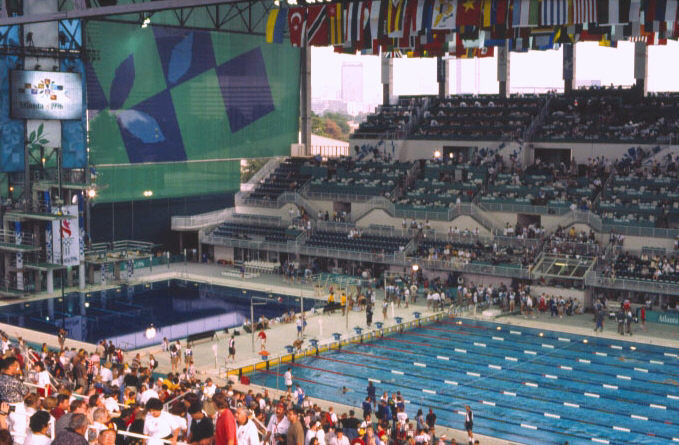
Schwimmhalle bei den Olympischen Spielen 1996 in Atlanta

Austragungsort sind für Strecken bis 1500 Meter Schwimmbecken, die die verschiedenen Anforderungen erfüllen hinsichtlich Bahnenlänge (25 oder 50 m), Bahnenbreite (2,50 m), Wassertiefe (mindestens 1,60 m, bei Olympischen Spielen und Weltmeisterschaften mindestens 2 m) sowie Wassertemperatur (normalerweise 25–28 °C). Die Bahnen werden durch Leinen, die die Wellen von den benachbarten Bahnen abhalten sollen – von den Schwimmern oft „Wellenkillerleinen“ oder „Wellenbrecher“ genannt – voneinander getrennt. Die Leinen haben verschiedene Markierungen: im 5-Meter-Bereich vor jeder Beckenwand (in diesen Bereichen sind die Leinen meist durchgängig rot), in der Mitte und jeweils bei 15 Meter. Auf dem Boden befindet sich zudem häufig in der Mitte einer jeden Bahn ein etwa 25 cm breiter schwarzer Strich, der 2 Meter vor dem Beckenende ein T ausbildet und dem Schwimmer hilft, sich zu orientieren. Des Weiteren hängen über dem Becken noch weitere Leinen: 5 Meter vor jeder Beckenwand befindet sich (in mindestens 1,80 m Höhe) eine Fähnchenleine, um den Rückenschwimmern anzuzeigen, dass die Wand naht. Zusätzlich gibt es noch die Fehlstartleine, die (in mindestens 1,20 m Höhe) 15 Meter vom Start entfernt hängt. Diese wird ins Wasser gelassen, wenn Schiedsrichter oder Starter einen Fehlstart erkennen. Für Wettkämpfe werden sowohl Hallen- als auch Freibäder genutzt. Im Allgemeinen wird in Süßwasserbecken geschwommen, doch gibt es noch vereinzelt Salzwasserbecken, in denen Wettkämpfe ausgetragen werden.

### Strecken

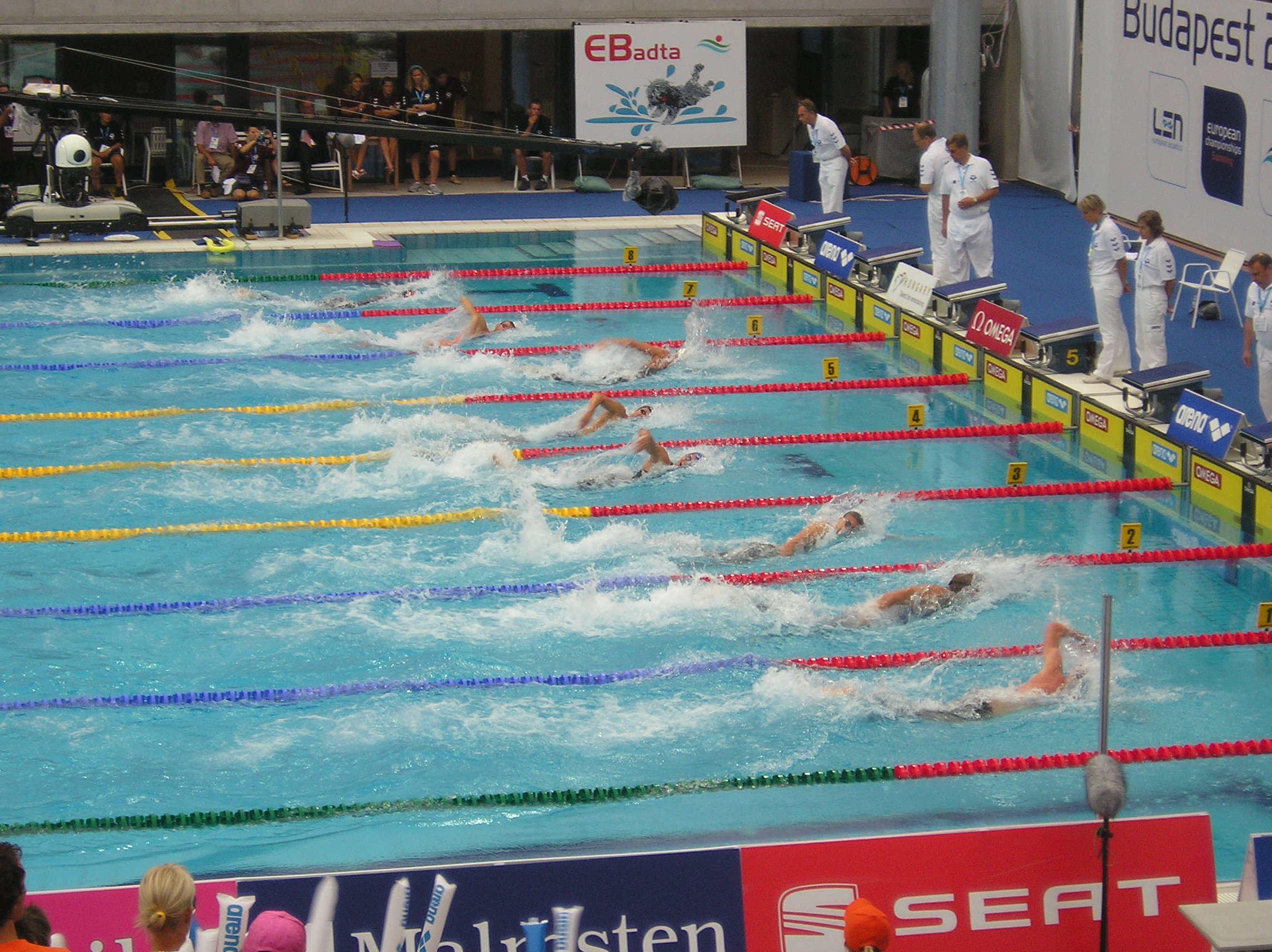
Wettkampfbecken mit 8 Bahnen

Geschwommen werden Strecken gemäß den Regularien, die meist ein Vielfaches von 100-Meter-Abschnitten sind: 100, 200, 400, 800, 1500 und 5000 Meter sowie die 50-Meter-Distanz als Sprintstrecke. Beim Langstreckenschwimmen kommen Strecken zwischen 5 und 25 km hinzu, die meist in offenen Gewässern ausgetragen werden. Neben Einzelwettkämpfen finden auch Staffelwettkämpfe statt, wobei hier ausschließlich Viererstaffeln geschwommen werden. International gibt es Staffelwettbewerbe über 4-mal 50, 4-mal 100 und 4-mal 200 Meter. Während bei den Einzelstrecken die Geschlechtern getrennt werden, erlaubt das Regelwerk Wettkämpfe für „gemischte“ oder „Mixed“-Staffeln. Dann müssen Männer und Frauen zu gleichen Anteilen in der Staffel vertreten sein (FINA-Regeln SW 10.10, oder DSV WB-FT-SW § 138).

### Bahnen
Es wird unterschieden zwischen der 25-Meter-Kurzbahn und der 50-Meter-Langbahn, wofür jeweils unterschiedliche Weltrekordlisten geführt werden. In Wettkämpfen stehen sich maximal so viele Schwimmer gegenüber, wie Bahnen im Schwimmbecken vorhanden sind. Ausnahmen gibt es über 1500, 800 und 400 Meter Freistil, wo in kleineren Wettkämpfen zwei Schwimmer pro Bahn antreten können. Für ein Wettkampfbecken sind oft acht oder zehn Bahnen vorgesehen. Nach den Beckenanforderungen der FINA gibt es bei Weltmeisterschaften in der Regel zehn Bahnen und bei Olympischen Spielen acht Bahnen. Es sind jedoch Wettkämpfe auf weniger Bahnen möglich. Die Bahnen werden durchnummeriert; von der Startseite aus gesehen rechts beginnend mit 0 (bei zehn Bahnen) oder 1 (bei weniger Bahnen).
Da üblicherweise mehr Schwimmer als Bahnen bei Ausscheidungswettkämpfen antreten, werden daher mehrere Läufe ausgetragen, in denen die Schwimmer jeweils an der nächsten Ausscheidungsstufe teilnehmen dürfen, wenn sie die nach dem Reglement erforderten Platzierungen erreicht haben. Der schnellste gemeldete oder qualifizierte Schwimmer startet auf der mittleren Bahn, bei einer geraden Anzahl auf der Mittelbahn mit der geraden Bahnnummer, der zweitschnellste Schwimmer auf der nächsten Bahn links (schnellste Bahnnummer + 1), die weiteren Schwimmer werden dann alternierend rechts und links gesetzt. In einem Becken mit acht Bahnen schwimmt der schnellste Schwimmer also immer auf Bahn 4, der zweitschnellste Schwimmer auf der Bahn 5, in dieser Weise geht es weiter über die Bahnen 3, 6, 2, 7, 1 bis zur Bahn 8, auf der der langsamste Schwimmer des Laufes startet.
Insbesondere bei Meisterschaften oder internationalen Wettkämpfen sind die Bahnen 4 und 5 oft von gelben Leinen eingefasst, um die beiden stärksten Schwimmer zu kennzeichnen, die restlichen Bahnen werden dann durch blaue Leinen voneinander getrennt und die äußeren Bahn haben nach außen hin grüne Leinen.

### Start

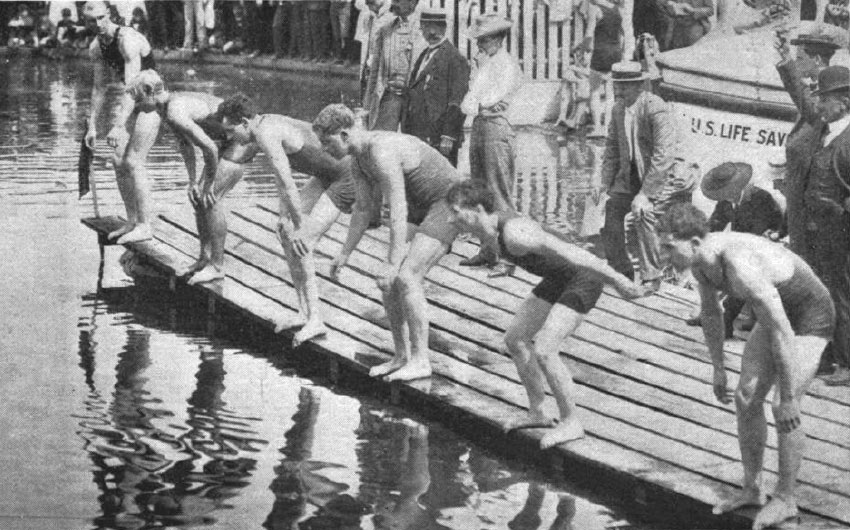
Start im Schwimmen 1904 in St. Louis (Olympische Spiele)

Die Schwimmer starten nach dem Startsignal von den erhöhten Startblöcken ihrer Schwimmbahn am Beckenkopf durch einen Startsprung in das Wasser hinein außer beim Rückenschwimmen und bei der Lagenstaffel, wo der Rückenschwimmer im Wasser startet. Bei einem Fehlstart zeigen Sensoren in den Startblöcken die eventuell zu früh gestarteten Teilnehmer und helfen hier den Schiedsrichtern, es werden nach dem Rennen diejenigen Schwimmer disqualifiziert, die den Fehlstart ausgelöst (provoziert) haben oder zu früh abgesprungen sind (ein Wackeln auf dem Startblock reicht bereits).
Bei Staffeln spricht man außer beim ersten Schwimmer von „fliegenden Wechseln“ der Schwimmer einer Mannschaft. Der Folgeschwimmer darf maximal drei Hundertstelsekunden vor dem tatsächlichen Anschlag des ankommenden Mannschaftskameraden starten. Da bei fliegenden Wechseln die Reaktionszeit wegfällt, sind Staffelschwimmer oft ein wenig schneller unterwegs als in einem Einzelwettkampf. Die so geschwommenen Zeiten werden mit Ausnahme der Zeit des Startschwimmers nicht als Einzelrekorde anerkannt. Staffelrekorde gelten für ab dem Start gerechnete Strecken, sofern die Staffel den Wettkampf ordnungsgemäß beendet. So können die ersten vier Schwimmer einer 10-mal-100-Meter-Freistilstaffel auch einen Staffelrekord über die 4-mal 100 Meter erzielen.

### Schwimmen

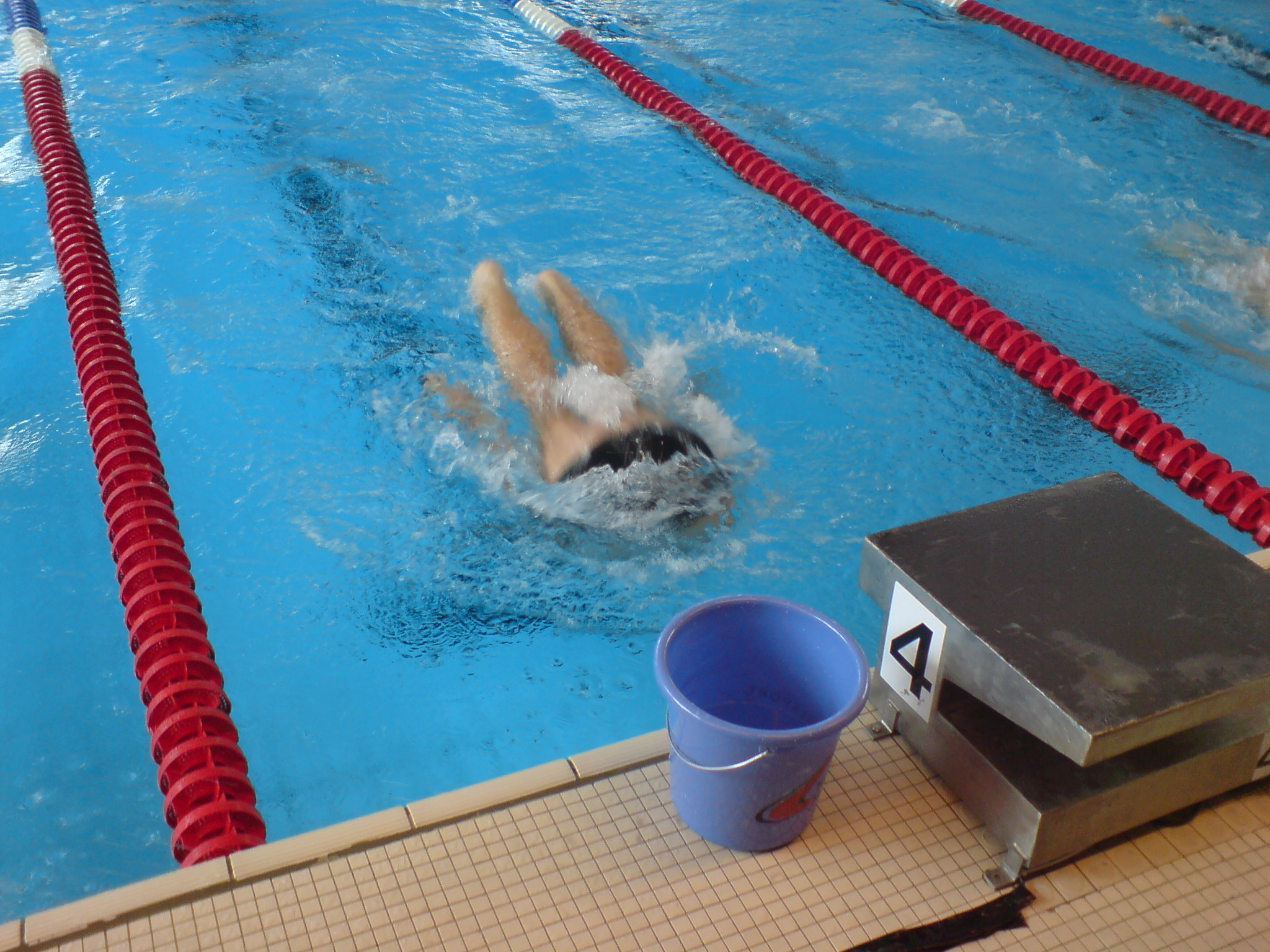
Schwimmer bei einer Wende

Die Technik der Fortbewegung ist durch die Benennung der Wettkampfschwimmart vorgegeben und unterliegt differenzierten Definitionen der Regelwerke. Es werden so viele Bahnen geschwommen, wie die vorgegebene Strecke es erfordert. Hierbei vollführt der Schwimmer an jedem Bahnende eine Wende im Wasser und schwimmt in der Gegenrichtung wieder zurück. Bei den Strecken 800 und 1500 Meter Freistil werden die Bahnen für jeden Schwimmer gezählt und angezeigt, teilweise sogar mit Displays unter Wasser. Zusätzlich muss der Wenderichter ab Freistilstrecken über 800 Meter durch akustische Signale (Pfeife, Hupe etc.) dem Schwimmer deutlich machen, wenn noch zwei Bahnen und fünf Meter zu schwimmen sind. Damit wird diese Praxis auf Kurz- und Langbahnen vereinheitlicht.

### Anschlag
Die Zeit wird in dem Moment gestoppt, in dem der Schwimmer die Wand (beim Freistil- und Rückenschwimmen mit einem beliebigen Teil seines Körpers, beim Brust- und Schmetterlingsschwimmen mit beiden Händen gleichzeitig an, über oder unter der Wasseroberfläche und nicht übereinanderliegend) berührt.
Bei Staffeln werden die Zwischenzeiten nach jedem Staffelschwimmer sowie die Endzeit genommen. Bei großen Wettkämpfen wird meist elektronisch gemessen, die Anschlagmatten (meistens gelb oder weiß) reagieren dabei schon auf die geringste Krafteinwirkung. Zusätzlich werden die Zeiten von immer mindestens einer Person pro Bahn manuell (semi-elektronisch) erfasst. Neben einer elektronischen und semi-elektronischen Zeitnahme, muss eine systemunabhängige Zeitnahme durch einen Kampfrichter mit Stoppuhr oder durch eine Videozeitnahme erfolgen. In Zweifelsfällen wertet das Zielgericht den Zieleinlauf. So kann es vorkommen, dass Athleten mit identischer Zeit verschiedene Platzierungen erhalten, wenn das Zielgericht die Anschlagreihenfolge erkennen konnte. Liegt eine einwandfrei registrierte elektronische Zeit vor, so ist diese die amtliche Zeit und wird nicht geändert. Der Zielrichterentscheid kommt nur zum Tragen, wenn es keine fehlerfreien elektronischen Zeiten gibt und der festgestellte Einlauf den von Hand gestoppten Zeiten widerspricht.

## Training

### Technische Übungen
Technische Übungen im Schwimmen führen zu einer Optimierung der Schwimmlagen, was sich in einer verbesserten Körperkontrolle im Wasser darstellt. Gleichzeitig beugt man Verletzungen im Sport vor.
Durch verschiedene Übungen erlernt man seine Wasserlage, seine Arm- oder Beinbewegungen, bzw. allgemeine Koordination des Körpers, die Körperspannung und das richtige Atmen (gerade im Leistungssport). Wichtig dabei sind das Einhalten von Pausen zwischen den einzelnen Übungen und deren Wiederholungen. Die Länge der Pausen wird bestimmt durch die Häufigkeit und die Art der Übung. Jede Übung hat ihren eigenen Schwierigkeitsgrad bezüglich Kraft, Koordination und Flexibilität. Je anspruchsvoller die Übung ist, desto mehr Fähigkeiten müssen gleichzeitig abgerufen werden. Daher ist eine individuell angepasste Pausengestaltung wichtig.

### Einsatz von Hilfsmitteln
Mittels Hilfsgegenständen, z. B. Paddles oder Flossen (kurz oder lang), können Kraftaufwand und Wasserlage deutlich innerhalb bestimmter Übungen verändert werden. Paddles ermöglichen ein besseres Wassergefühl bezüglich Zug- und Druckphase eines Armzuges; Flossen vermitteln ein besseres Bewegungsgefühl für den Beinschlag (Kraul, Rücken und Delphin/Schmetterling). Im Wettkampf sind sie nicht erlaubt. Mit Hilfe von Schwimmbrettern können die Bein- und mit Pull Buoys die Armmuskulatur separat trainiert werden.
Im Wettkampf sind als Hilfsmittel nur eine Schwimmbrille und maximal zwei Badekappen zugelassen.

### Bekleidung
Wesentlich für hohe Geschwindigkeiten im Schwimmsport ist ein optimales Gleiten. Lange Zeit waren textile Stoffe in den Gleiteigenschaften der menschlichen Haut unterlegen, sodass besonders kurz geschnittene Bekleidung bevorzugt wurde. Eine Rasur der Körperbehaarung wurde und wird zusätzlich eingesetzt.
Kopfhaare werden unter Badekappen verborgen, die im Wettkampfbereich aus Latex oder Silikon bestehen. Die glatte Oberfläche dieser Materialien hat relativ gute Strömungseigenschaften. Falten der Kappe werden bei sogenannten 3D-Kappen durch deren Form und Schnitt vermieden. Eine moderne Alternative stellen mit Kunststoff bedampfte Stoffkappen dar.
Inspiriert von den guten Strömungseigenschaften der Haut eines Haifisches wurde durch den Hersteller Speedo eine technologische Evolution der Bekleidung angestoßen. Dies ermöglichte erstmals bessere Strömungseigenschaften als menschliche Haut, ohne dabei zusätzlichen Auftrieb zu erzeugen, der im Wettkampfbereich nicht erlaubt ist. Im Zuge der technischen Entwicklung wurden damit Schwimmanzüge entwickelt, die im Wesentlichen in Short Skin (Bedeckung der Oberschenkel), Leg Skin (Bedeckung der Beine), Body (Bedeckung der Beine und des Oberkörpers) und Full Body (Bedeckung des gesamten Körpers mit Ausnahme der Füße, der Hände und der Kopf-/Halspartie) unterteilt werden. Ein optimales Gleiten wird mit textilen Anzügen erst erreicht, wenn sie sehr fest am Körper sitzen. Dieses Zusammenpressen kann zu Abschnürungen führen, sodass nur bei kurzen Schwimmdistanzen extrem enge Anzüge getragen werden und einige Schwimmer auch auf die Bedeckung des Oberkörpers verzichten. Die Kompression des Körpers durch extrem eng anliegende Anzüge kann zwar einerseits als hinderlich empfunden werden, aber kann andererseits Muskelkontraktion und Relaxation unterstützen.
Aus dem Tauchsport und dem Triathlon war bekannt, dass Neopren-Anzüge ausgesprochen gute Gleiteigenschaften haben. In diesen Sportarten ist die Verwendung von auftriebsfördernden Materialien teilweise erlaubt, so dass Neopren nicht nur zur Wärmedämmung, sondern auch wegen des Auftriebs eingesetzt wird. Erst die technologische Entwicklung eines extrem dünn aufgetragenen Neopren-Materials mit vernachlässigbarem eigenem Auftrieb ermöglichte die Verwendung derartiger Materialien im Schwimmsport, wo sie durch ihre überragenden Gleiteigenschaften andere Materialien verdrängten. Dies führte zu einer großen Masse an neuen Rekorden auf allen Wettkampfstrecken. Kritisch muss betrachtet werden, dass durch die luftundurchlässigen Materialien Lufteinschlüsse ermöglicht werden, die zusätzlichen Auftrieb bringen. Aus diesem Grund wurde 2009 vom internationalen Schwimmverband FINA das Tragen von zwei Anzügen übereinander verboten. Dies schließt auch eine einfache Badehose unter einem solchen High-Tech-Anzug ein.
Die Wahl einer geschwindigkeitsfördernden Bekleidung im Hochleistungs-Schwimmsport erreichte eine zunehmende Aufmerksamkeit. Herstellerfirmen erarbeiteten immer wieder neue Verbesserungen am Material und Zuschnitt der Schwimmkleidung. Dies führte zu einer Diskussion um die Notwendigkeit einer Reglementierung der High-Tech-Schwimmanzüge durch die FINA, da die richtige Kleidung zunehmend wettbewerbsrelevant geworden war, und schließlich zu einem kompletten Verbot der Schwimmanzüge in ihrer bisherigen Form.
Die FINA legte fest, dass ab 2010 die Schwimmbekleidung bei Wettkämpfen nicht mehr länger als Kniehöhe sein darf. Außerdem dürfen die Männer keine Bekleidung tragen, die den Oberkörper bedeckt. Reißverschlüsse sind verboten.

## Schwimmtechniken

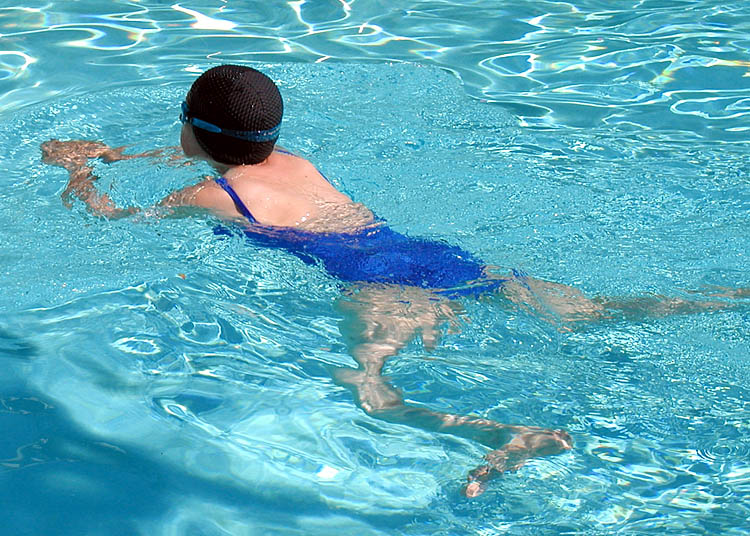
Brustschwimmen

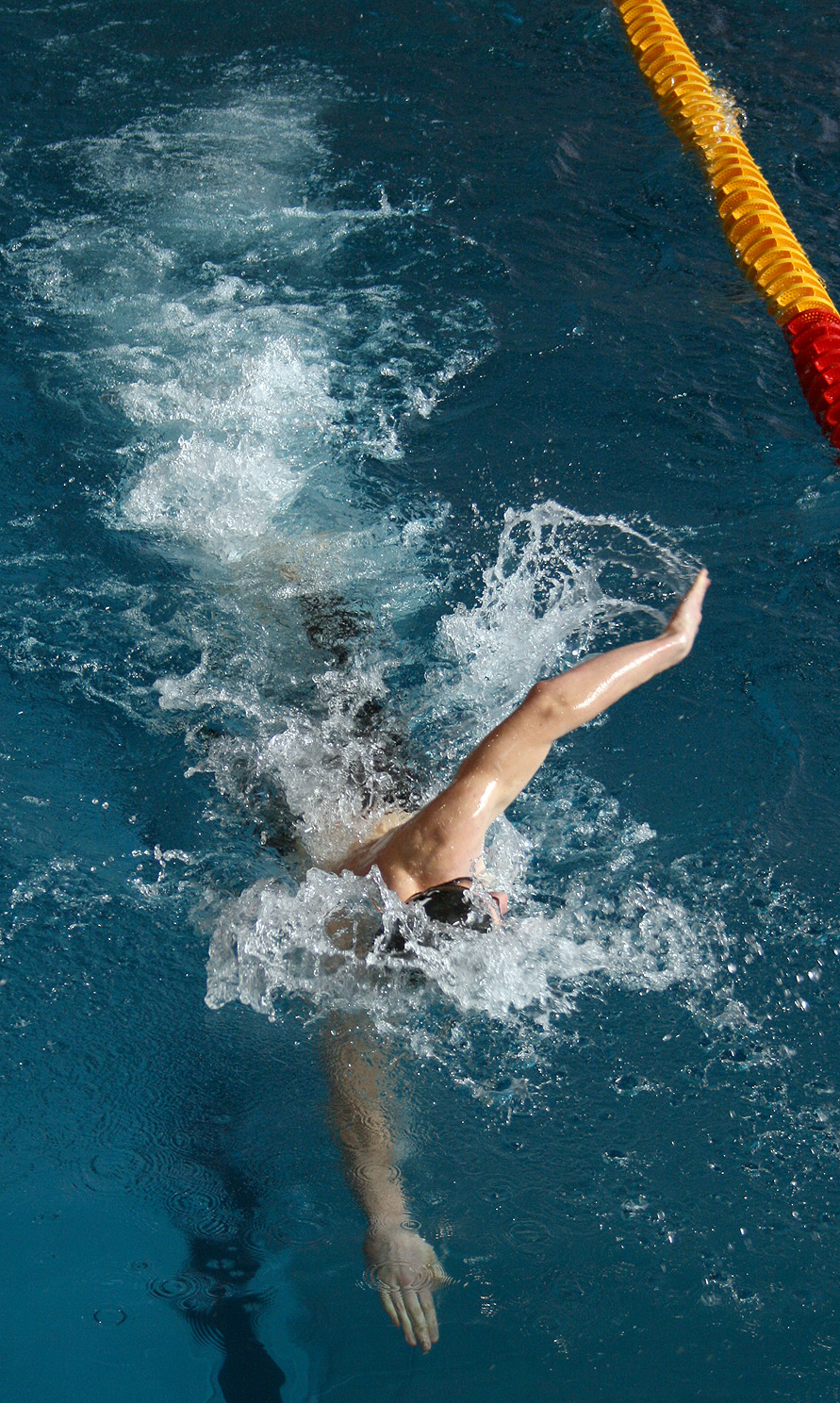
Kraulschwimmen

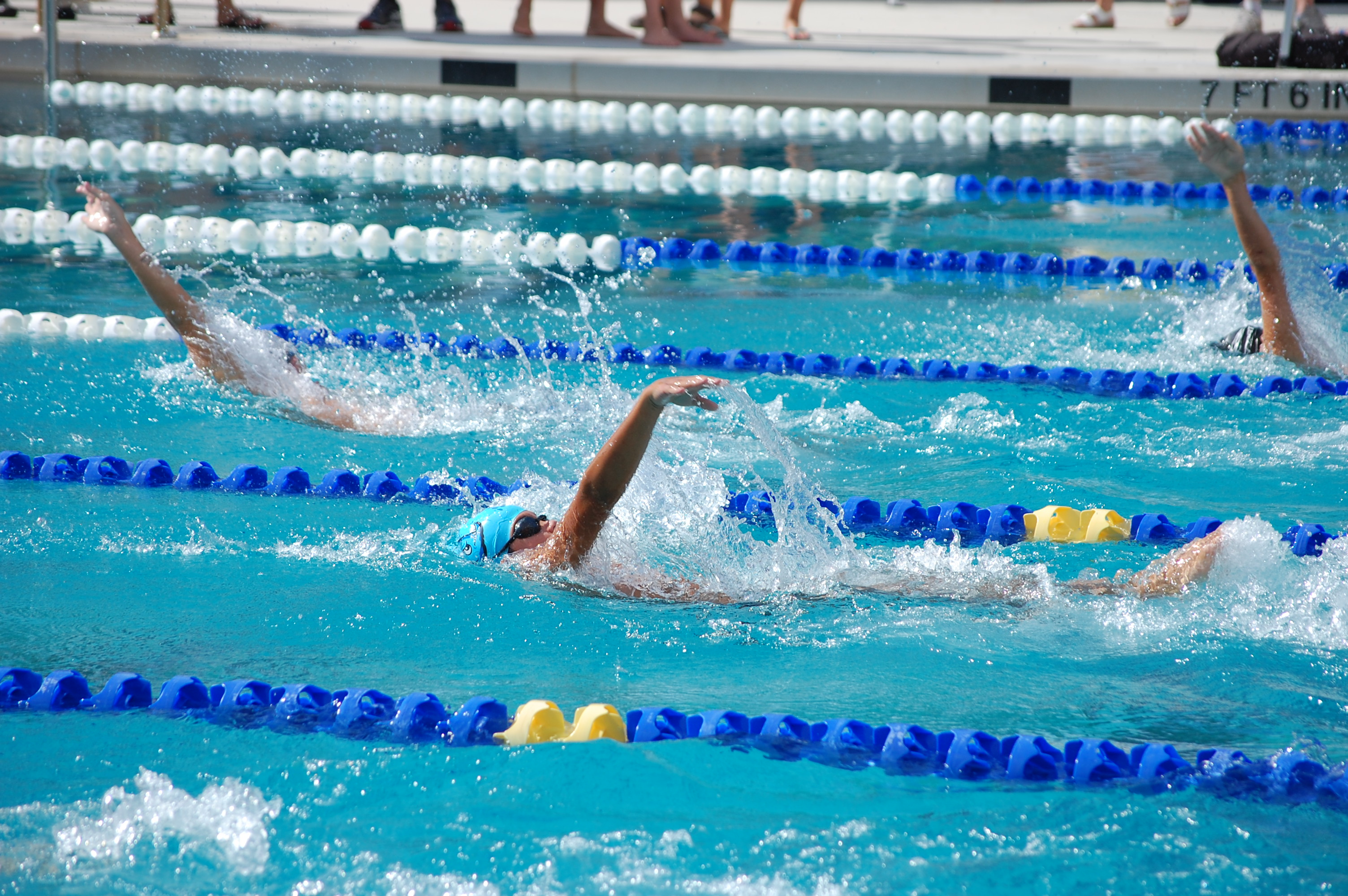
Rückenkraulen

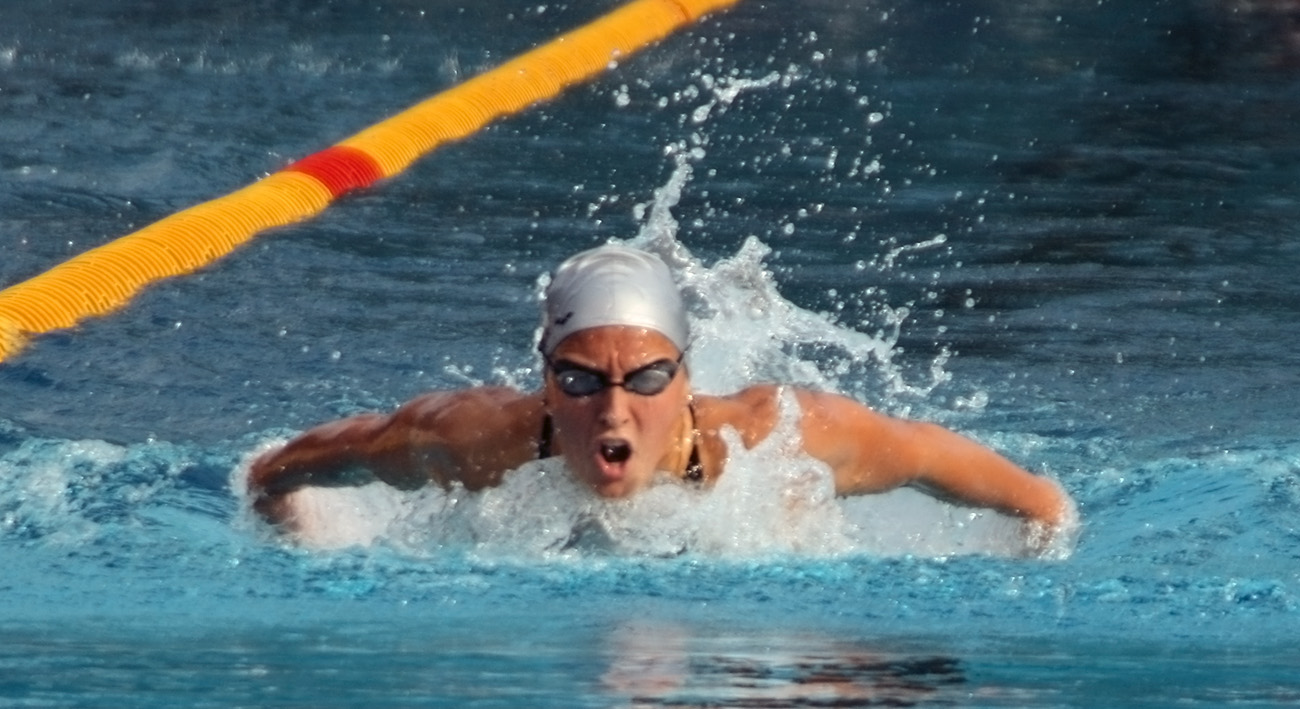
Schmetterlingsschwimmen

Als Schwimmtechnik bezeichnet man die vom offiziellen Regelwerk vorgegebene, für sämtliche Wettkampfschwimmer geltende normierte Schwimmart, in der geschwommen wird. Als Schwimmstil bezeichnet man die individuelle Ausprägung der jeweiligen Technik. Die heute bekanntesten modernen Schwimmtechniken sind das Brustschwimmen, das Kraulschwimmen, das Rückenschwimmen und das Schmetterlingsschwimmen (auch „Delfinschwimmen“ genannt). Beim wettkampfmäßigen Lagenschwimmen werden vier gleich lange Teilstrecken in der Reihenfolge Schmetterling-, Rücken-, Brust- und Freistilschwimmen absolviert. Wird jedoch in einer Lagenstaffel geschwommen, so ändert sich die Reihenfolge in Rücken, Brust, Schmetterling, Freistil. Das Freistilschwimmen lässt die Schwimmart offen.
Ältere und seltener geschwommene Techniken sind das Seitenschwimmen und das Altdeutsch-Rücken. Auch das Streckentauchen wird als definierte sportliche Schwimmtechnik ausgeübt. Beim Rettungsschwimmen werden mehrere Techniken unterschieden. Zudem gibt es im Rahmen der Samurai-Tradition japanische Schwimmstile, die nur dort gebräuchlich sind.

## Geschwindigkeiten und Rekorde
Die folgenden Werte basieren auf den aktuellen Langbahn-Weltrekorden der Männer auf der jeweiligen 100-Meter-Strecke (Stand März 2022). Breitensportler sind ca. nur halb so schnell, Ungeübte können noch deutlich langsamer sein.
| Kraul (Freistil) | 2,13 m/s = 7,67 km/h | César Cielo Filho | 46,91 s | 30. Juli 2009   |
| Schmetterling    | 2,02 m/s = 7,28 km/h | Caeleb Dressel    | 49,45 s | 31. Juli 2021   |
| Rücken           | 1,93 m/s = 6,94 km/h | Ryan Murphy       | 51,85 s | 13. August 2016 |
| Brust            | 1,76 m/s = 6,33 km/h | Adam Peaty        | 56,88 s | 21. Juli 2019   |

Geschlechtsunterschiede
Wie bei den meisten Sportarten gibt es auch beim Schwimmsport Geschlechtsunterschiede. Die besten Männer schwimmen aufgrund besserer physischer Leistungsfähigkeit 10–15 % schneller als die besten Frauen.
| Disziplin     | Rekord  | Unterschied |
| ------------- | ------- | ----------- |
| 50 m Brust    | 25,95 s | 11 %        |
| 50 m Brust    | 29,30 s | 11 %        |
| 50 m Rücken   | 23,80 s | 12 %        |
| 50 m Rücken   | 26,98 s | 12 %        |
| 50 m Freistil | 20,91 s | 12 %        |
| 50 m Freistil | 23,67 s | 12 %        |

## Weitere Schwimmdisziplinen
Um die Basis des Streckenschwimmens herum wurde der Schwimmsport weiter ausdifferenziert mit spielerischen und technischen Disziplinen wie dem
- Aquaball
- Wasserball
- Unterwasser-Rugby
- Unterwasserhockey
- Kunst- und Turmspringen
- Synchronschwimmen
- Flossenschwimmen
- Mermaiding
- Freiwasserschwimmen
- Rettungssport
- Kleiderschwimmen
- Winterbaden
- Watsu und Wata
- Wassergymnastik
- Tauchen
- Militärschwimmsport (siehe Ernst von Pfuel)

Für Wettkämpfe beim Tauchen ist Schwimmen eine Grundlage, in den Sportarten Triathlon und Moderner Fünfkampf eine Teildisziplin.

## Inklusion

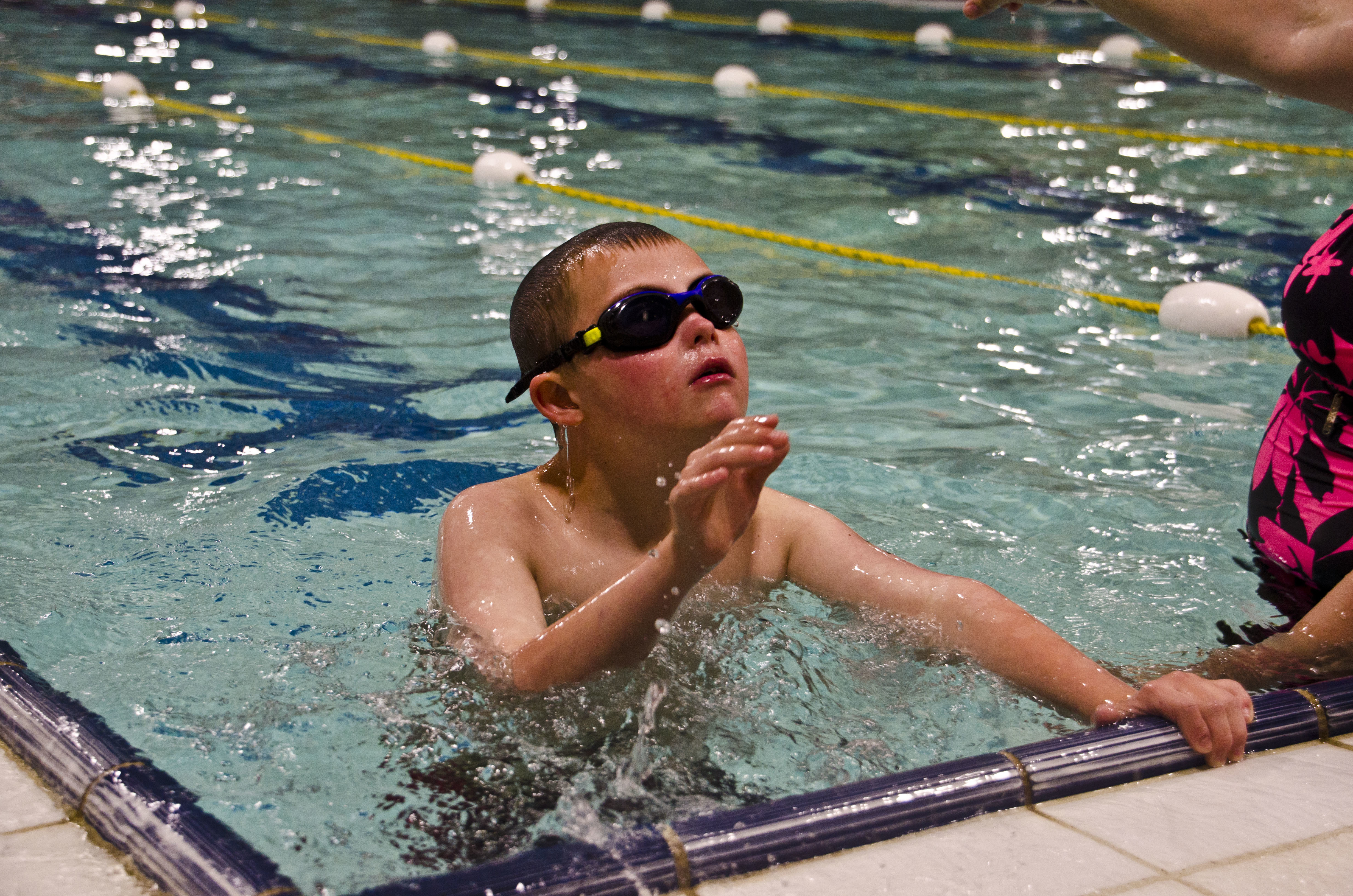
Der zehnjährige Ezekiel “Zeke” McCarley, Gewinner mehrerer Medaillen in Schwimmwettbewerben bei den Special Olympics Summer Games Washington, 2015

Schwimmen (Special Olympics) ist eine Sportart, die auf den Regeln des Schwimmsports beruht und in Wettbewerben und Trainingseinheiten der Organisation Special Olympics weltweit für geistig und mehrfach behinderte Menschen angeboten wird. Schwimmen ist seit 1968 vertreten. Special Olympics Deutschland bietet sowohl Schwimmen als auch Freiwasserschwimmen an.

## Schwimmen und Gesundheit
Schwimmen wird zu den gesündesten Freizeitbetätigungen gezählt und gilt auch als Sportart mit geringem Verletzungsrisiko. Durch den statischen Auftrieb im Wasser wird der Körper unterstützt und die Belastung für die Gelenke und Knochen deutlich verringert. Dies lässt Bewegungen zu, die bei Betätigungen außerhalb des Wassers wegen der Belastungen und der Gleichgewichtshaltung unterlassen werden. Das Herz wird bei mäßiger Bewegung entlastet, da der Wasserdruck den venösen Rückstrom erleichtert. Darüber hinaus wirkt die Temperatur anregend auf den Kreislauf.
Beim Schwimmen werden fast alle Muskeln beansprucht, wobei die Arme und der Oberkörper stärker trainiert werden. Allerdings hängt die Verteilung auch vom jeweiligen Schwimmstil ab. Schwimmen ist eine aerobe Tätigkeit, bei der die Muskeln konstant mit Sauerstoff versorgt werden. Schwimmen ist für Menschen in jedem Lebensalter geeignet. Für kleine Kinder gibt es spezielle Angebote, bei denen sie das Schwimmen lernen können, das so genannte Babyschwimmen.
Das heilpädagogische Schwimmen nutzt die positiven Effekte des Schwimmens bei der Förderung behinderter Menschen.

## Organisation des Schwimmsports
Weltweiter Dachverband für den Schwimmsport ist die Fédération Internationale de Natation Amateur (FINA), die 1908 gegründet wurde.
Die europäischen Verbände sind in der LEN (Ligue Européenne de Natation) zusammengeschlossen.
In Deutschland haben sich die Schwimmsport treibenden Verbände Deutscher Schwimm-Verband (DSV), Deutscher Turner-Bund (DTB), der Verband Deutscher Sporttaucher (VDST), der Bundesverband Deutscher Schwimmmeister (BDS), die Deutsche Lebens-Rettungs-Gesellschaft (DLRG) sowie die Wasserwacht im DRK und der Arbeiter-Samariter-Bund im Bundesverband zur Förderung der Schwimmausbildung (BFS) zusammengeschlossen.
Ein Ligenbetrieb wird durch den Deutschen Schwimm-Verband ebenfalls organisiert, dieser nennt sich Deutsche Mannschaftsmeisterschaften Schwimmen.
In der Schweiz haben sich die am Schwimmsport interessierten Verbände und Institutionen zur Vereinigung swimsports.ch, ehemals Interverband Schwimmen Schweiz (IVSCH), zusammengeschlossen. Im Weiteren sind Vereine, die eine oder mehrere der vier olympischen Schwimmsportarten ausüben, im Schweizerischen Schwimmverband (FSN) zusammengeschlossen. Rettungsschwimmen wird innerhalb der Schweizerischen Lebensrettungs-Gesellschaft (SLRG) mit ihren lokalen Sektionen ausgeübt.

## Bekannte Schwimmer
Eine umfangreiche, ab 1965 geführte Liste von international herausragenden Schwimmsportlern, gegliedert nach Wettkampfbereichen ist in der Aufzeichnung der Ruhmeshalle des internationalen Schwimmsports enthalten. In dem betreffenden Wikipedia-Artikel sind zudem für den deutschsprachigen Bereich die „Mitglieder Deutschland“ und die „Mitglieder Österreich“ separat aufgeführt.
Beim Stand von 2016 sind Schwimmwettbewerbe aktuell von Sportlern der USA und Australien dominiert. Der erste Schwimmstar der USA war Johnny Weissmüller, der als erster Mensch die 100-Meter-Strecke in weniger als einer Minute bewältigte und später auch als Tarzan-Darsteller bekannt wurde. Michael Phelps brach in Peking 2008 mit acht Goldmedaillen den Rekord von Mark Spitz, der bei den Olympischen Spielen 1972 in München sieben Goldmedaillen errang. Zudem ist Phelps mit insgesamt 28 olympischen Medaillen der bislang erfolgreichste Olympionike. Katie Ledecky ist mit derzeit 9 Olympiasiegen und 21 Weltmeistertiteln eine der besten Schwimmsportlerinnen der Sportgeschichte. Die bekanntesten australischen Schwimmer sind Ian Thorpe und Grant Hackett. Die besten österreichischen Schwimmer sind derzeit Mirna Jukic, Dinko Jukic und Markus Rogan.
Bedeutende deutsche Ex-Schwimmer sind Klaus Steinbach, Peter Nocke, Werner Lampe, Hans Faßnacht, Michael Groß, Franziska van Almsick, Antje Buschschulte, die deutsche Doppelolympiasiegerin und mehrfache Europameisterin Britta Steffen und Paul Biedermann, mehrfacher Weltrekordler, Weltmeister und Europameister. Der 1901 in Magdeburg geborene Erich Rademacher stellte zwischen 1920 und 1927 30 Weltrekorde auf und konnte neben einer Vielzahl von Schwimmwettkämpfen auch bei Wasserballwettbewerben Siege mit seiner Mannschaft erzielen.